# کلرید نئودیمیوم (III)
کلرید نئودیمیوم(III) (به انگلیسی: Neodymium(III) chloride) با فرمول شیمیایی NdCl۳,NdCl۳·6H۲O (hydrate) یک ترکیب شیمیایی است. که جرم مولی آن 250.598 g/mol می‌باشد. شکل ظاهری این ترکیب، پودر قرمز است.